# Bandar-e Anzali
Bandar-e Anzali, egyéb átírásokban Bandare Anzáli, Bender Enzeli (perzsa: بندرانزلی) város Irán északnyugati részén, Gilán tartományban. Tartományának és az egész Kaszpi-tenger iráni partjának a legfontosabb kikötője. A kikötő egy lagúna bejáratánál található, a vámhivatalok pedig a keleti oldalon. A nyugati oldalon egy modern üdülőhely jött létre.
Lakossága kb. 118 ezer fő volt 2016-ban. Korábban, az iráni forradalom előtt Bandar Pahlavi (بندر پهلوی) volt a neve, Reza Pahlaviról elnevezve. A "bandar" kikötőt jelent.

## Fordítás
- Ez a szócikk részben vagy egészben  a   Bandar Anzali című német Wikipédia-szócikk fordításán alapul.  Az eredeti cikk szerkesztőit annak laptörténete sorolja fel. Ez a jelzés csupán a megfogalmazás eredetét és a szerzői jogokat jelzi, nem szolgál a cikkben szereplő információk forrásmegjelöléseként.